# Сорокинский
Сорокинский — посёлок в Новохопёрском районе Воронежской области России. Входит в состав Новопокровского сельского поселения.

## История
В июне 2013 года в посёлке состоялся санкционированный митинг, участники которого выражали недовольство ведением в районе никелевых разработок. Недовольные жители подожгли вахтовый посёлок геологов

## Население
| 2010 | 2011 |
| ---- | ---- |
| 30   | →30  |

## Уличная сеть
- улица Раевской